# شناظب (ذمار)
شناظب هي إحدى قرى الجمهورية اليمنية. تتبع جغرافيا لمحافظة ذمار وإداريًا لمديرية جهران. يبلغ تعداد سكانها 4041 نسمة حسب الإحصاء الذي أجري عام 2004.